# Friedrich Bracht
Friedrich Heinrich Hubert Bracht (* 2. November 1781 in Recklinghausen, Vest Recklinghausen; † 4. Februar 1855 in Düsseldorf) war ein deutscher Rechtsanwalt und Politiker. Von 1826 bis 1837 war er Abgeordneter des Provinziallandtags der Rheinprovinz.

## Leben

### Herkunft, Beruf und Besitz
Friedrich Bracht war das jüngste und siebte Kind des vestischen Advokaten und kurkölnischen Hofrats Franz-Edmund Bracht (1743–1802) und dessen Ehefrau Klara-Sybilla (1739–1818), einer Tochter des Düsseldorfer Stadtsyndikus und kurpfälzischen Hofrats Johann Anton Deycks (1702–1763). In Düsseldorf war Großvater Deycks Advokat, Stadtsyndikus, Schöffe sowie in den Jahren 1749 und 1763 Bürgermeister gewesen. Der spätere westfälische Landtagsabgeordnete Franz Anton Bracht war ein älterer Bruder von Friedrich Bracht, ebenso Johann Vinzenz Bracht (1771–1840), der, 1794 zum katholischen Priester geweiht, 1799 Stadtsyndikus der bergischen Geistlichkeit zu Düsseldorf wurde, 1802 Schulrat des Herzogtums Berg, 1816 preußischer Regierungs- und Schulrat, 1820 Konsistorialrat.

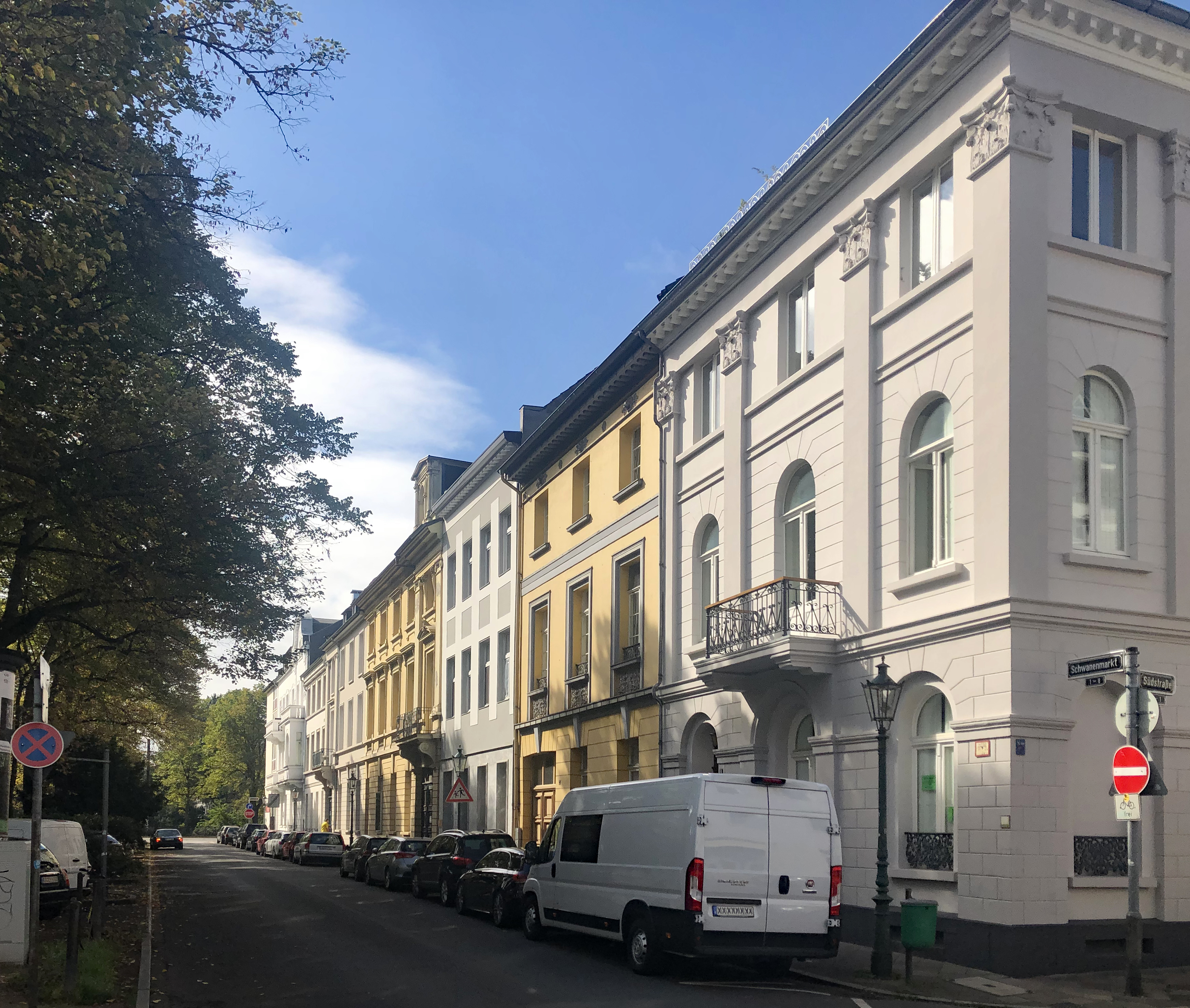
Haus Schwanenmarkt 8 in Düsseldorf-Carlstadt (im Bild rechts)

Friedrich Bracht studierte Rechtswissenschaft, wohl an der Universität Münster oder an der Rechtsakademie Düsseldorf, ab 1801 an der Georg-August-Universität Göttingen. 1804 erhielt er eine Zulassung als Advokat in Recklinghausen, damals Teil des Herzogtums Arenberg-Meppen unter Herzog Prosper Ludwig von Arenberg. 1812 promovierte er an der Universität Duisburg zum Doktor der Rechte. Im gleichen Jahr ließ er sich als Advokat-Anwalt (avoué und advocat) am Appellationsgerichtshof Düsseldorf zulassen. 1815 wurde er Justizkommissar am Amts- und Landgericht Recklinghausen. Ab 1817 war er als Advokat-Anwalt in Elberfeld und Düsseldorf tätig, ab 1820 als Advokat-Anwalt am Landgericht Düsseldorf. Als solcher blieb er zu seinem Tod berufstätig. Um 1830 war er auch Justiziar des 1824 in Elberfeld gegründeten Deutsch-Amerikanischen Bergwerksvereins.
Bracht wurde Immobilienbesitzer (Gutsbesitzer) in Düsseldorf-Bilk und besaß in der Carlstadt das Haus 949 am Schwanenmarkt 8. Nach der Wählerliste zur Düsseldorfer Gemeinderatswahl 1852 gehörte Bracht mit 1000 Talern zur zweiten Klasse, die mit einem Steueranschlag zwischen 1500 und 700 Talern 351 Wähler umfasste.

### Politische Aktivitäten
Bracht gehörte von 1826 bis 1837 dem Provinziallandtag der Rheinprovinz als Abgeordneter der Landgemeinde Bilk an. Der Landtag entsandte ihn 1827 in die sogenannte „Revisionskommission“ nach Berlin, wo die Frage der Weitergeltung des Rheinischen Rechts erörtert wurde. Nicht zuletzt Brachts Engagement soll es zu verdanken gewesen sein, dass König Friedrich Wilhelm III. vorerst davon absah, das Allgemeine Landrecht in der Rheinprovinz einzuführen. Bracht und sein Mitstreiter Heinrich Kamp erhielten in Anerkennung für den Einsatz zur Erhaltung der rheinischen Rechtsinstitutionen von den kommunalen Abgeordneten des Provinziallandtages Dankadressen und Ehrenbecher.
Am 28. Juni 1828 schlug Bracht dem Landtag die Ernennung einer Deputation vor, die mit dem Oberpräsidenten der Rheinprovinz über die Überlassung von Teilen des Düsseldorfer Schlosses als zukünftigen Sitz des Provinziallandtags verhandeln sollte. Diese Deputation, der neben Bracht unter anderem auch der Düsseldorfer Oberbürgermeister Philipp Schöller angehörte, unterbreitete dem Landtag zwei Vorschläge, die allerdings mangels finanzieller Mittel bis in die 1840er Jahre nicht weiterverfolgt werden konnten, „nach dem Muster des Sitzungssaales der 2ten Kammer der Stände des Königreichs der Niederlande“ ein wiederaufgebauter Nordflügel des Düsseldorfer Schlosses, alternativ ein Neubau am Schwanenmarkt, wo „die freiere Aussicht nach dem Rhein Vergnügen gewährt“.
Bei den preußischen Behörden stand Bracht im Rufe, ein „Napoleonist“ gewesen und ein Anhänger der Revolution zu sein. Als der Düsseldorfer Regierungspräsident Anton zu Stolberg-Wernigerode am 22. November 1836 in einem Bericht an die Staatsregierung in Berlin, der auch dem preußischen Justizminister Karl Albert von Kamptz vorgelegt wurde, darüber schrieb, wie die Bevölkerung den Straßburger Putschversuch Louis-Napoléon Bonapartes beurteile, zählte er Bracht zu den Personen, „welche früher Napoleonisten waren u. jetzt der revolutionären Partei angehören.“ Er arbeite „mit angestrengte[m] Eifer gegen das Gouvernement“ und sei „wirklich sehr gefährlich“. Seine Hauptwirksamkeit sei eine versteckte. Kamptz meinte dazu, Bracht sei ihm „bereits seit 1817 von der in jenem Berichte geschilderten und noch weit schlimmern Seite sehr genau bekannt.“ In den größeren Städten und um seinen Wohnort Bilk sei er „der Mittelpunkt der gegen die Preußische Regierung gerichteten Intrigen.“

### Familie

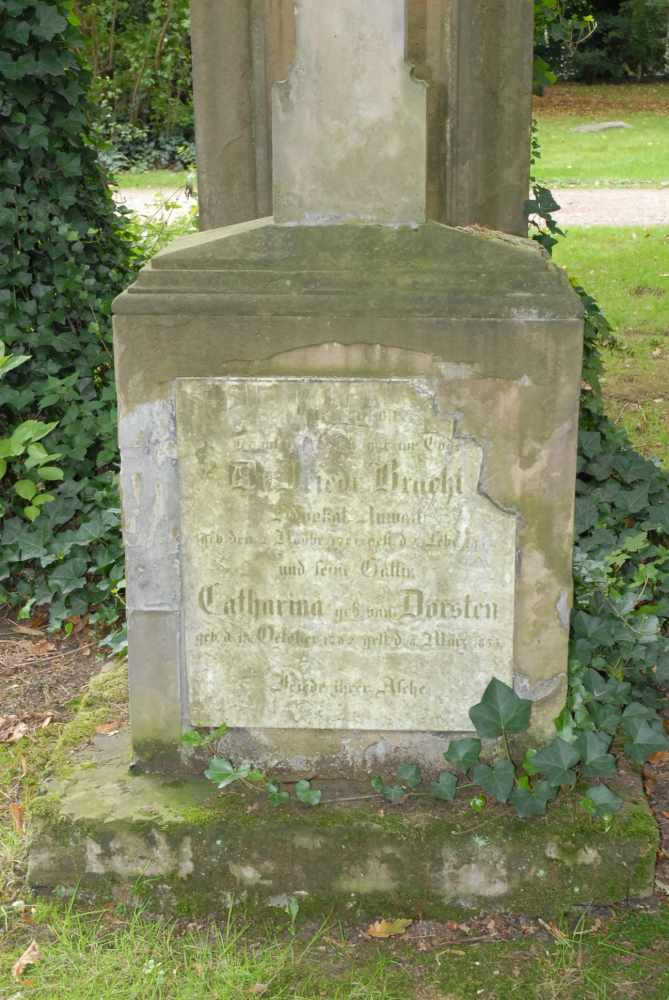
Grabstätte Bracht auf dem Golzheimer Friedhof in Düsseldorf

Bracht heiratete im am 17. April 1808 in Bild Katharina Antoinette Salome von Dorsten (* 13. Oktober 1782 in Düsseldorf; † 8. März 1855 ebenda), die Tochter des pensionierten kurpfälzischen Hofrats Johann Rutger Ambrosius von Dorsten (1744–1829). Das Paar hatte sieben Kinder:
- Felix Franz Friedrich (1808–1882), Allgemeinmediziner, Burschenschafter und Fourty-Eighter, Auswanderer nach Texas
- Prosper Vincent Friedrich (1811–1885), Jurist, Burschenschafter, Auswanderer nach Belgien und in die Schweiz, Vermögensverwalter, Unternehmer und Autor, Vater des Landschaftsmalers Eugen Bracht
- Emilie (1813–1897), ⚭ Louis Piekenbrock (1807–1881), Leutnant a. D., Königlicher Waisenhausdirektor zu Düsseldorf (1836–1876)
- Bertha (1815–1890), ⚭ Heinrich Gerhardy (1810–1890), Dr. med., Sanitätsrat, praktischer Arzt in Düsseldorf
- Viktor Friedrich (1819–1887), deutsch-amerikanischer Geschäftsmann und Auswanderer nach Texas
- Eduard (*/† 1821)
- Vincenz Maria (1822–1847), Regierungsreferendar zu Düsseldorf, Leutnant der Landwehr

Zusammen mit seiner Gattin wurde Bracht auf dem Golzheimer Friedhof bestattet.